# Кишельский, Иван Кирович
Иван Кирович Кишельский (болг. Иван Попкиров Кишелски, 1826—1880) — генерал-майор русской армии, болгарский политический и государственный деятель, губернатор Видина и Варны.

## Биография
Родился в 1826 году в городе Котел (Болгария), сын священника. Начальное образование получил в Константинопольском греческом училище. Затем переехал в Россию, закончил 2-ю Киевскую гимназию и прошел курс по математике в Киевском университете.
При начале Крымской войны Кишельский вступил вольноопределяющимся в русскую армию и был зачислен в штаб войск в Крыму переводчиком. Во время Севастопольской обороны состоял при генерале Хрулёве и 27 мая 1855 года за боевые отличия был произведён в прапорщики с зачислением по армейской пехоте. В том же году он был награждён орденами св. Анны 4-й степени и 3-й степени с мечами.
С 1858 года Кишельский служил в войсках на Кавказе и неоднократно принимал участие в походах против горцев. 13 октября 1862 года он был награждён золотой драгунской саблей с надписью «За храбрость». Затем он служил в Одессе и занимался организацией отрядов из болгарских эмигрантов.
С 1876 года Кишельский находился в Румынии и занимался сбором разведывательных данных о состоянии турецких вооружённых сил на территории Болгарии, участвовал в создании Болгарского княжеского общества в Браилове. Тогда же им был составлен «Проект бессмертного общества», явившийся политической программой освобождения Болгарии от владычества турок, а также опубликовано первое болгарское военно-теоретическое сочиение «Ръководство за успешен бой с Турците» (Бухарест, 1876).
Перед самым началом русско-турецкой войны был среди организаторов дружин болгарского ополчения. С началом войны возглавил отдельный разведывательный отряд из болгарских ополченцев и 16 июня 1877 года был произведён в полковники. По окончании войны служил во Временном русском управлении в Болгарии и состоял в распоряжении Императорского Российского комиссара в Болгарии. Произведённый 1 января 1879 года в генерал-майоры Кишельский вскоре был назначен губернатором Видина и затем Варны.
Скоропостижно скончался в 1880 году.

## Награды
Среди прочих наград Кишельский имел ордена:
- Орден Святой Анны 4-й степени (1855 год)
- Орден Святой Анны 3-й степени с мечами (1855 год)
- Золотая сабля с надписью «За храбрость» (13 октября 1862 года)
- Орден Святого Станислава 2-й степени с императорской короной (1868 год)
- Орден Святой Анны 2-й степени (1874 год)
- Орден святого Владимира 4-й степени с бантом (1875 год, за беспорочную выслугу 25 лет)